# تپه نوشیجان (محوطه باستانی)
تپه نوشیجان، از جمله آثار خشتی منحصر به فرد بر جا مانده از تمدن‌های پیش از هخامنشی در ایران است. بقایایی که به دورهٔ عصر آهن ۳ و سپس تمدن مادها برمی گردد؛ بنابراین تپه نوشیجان حدود ۲۸۰۰ سال قدمت دارد. نوشیجان در لغت احتمالاً به معنی جایگاه نوش یا جایگاه انوش بوده‌است و نوش یا انوش ظاهراً نام خانمی است که بر این منطقه حکمرانی می‌کرده‌است.
معبد مرکزی:در مرتفع‌ترین و ویژه‌ترین جای محوطه استقرار یافته‌است. از سال ۱۹۷۸ به بعد در مورد کارکرد و ماهیت این بنا نمی‌توانیم به‌طور قطع صحبت کنیم. چون در ابتدای کار در سال ۱۹۶۷این بنا جنبه دینی نداشت اما در سال۱۹۷۳وسایل دینی و مذهبی همانند آتشدان یافت شد. کاوش در این معبد به علت صدمه وارد شدن به ان رها شد. این بنا در قسمت شمالی_جنوبی و بر روی تکه سنگ رستی ساخته شده‌است و تنها دارای یک ورودی است.
بنای غربی قدیمی:این بنا در۲۵متری معبد مرکزی و در قسمت غربی تپه قرار دارد. کاوش‌هایی در سال های۱۹۶۷ ۱۹۷۰ ۱۹۷۳ ۱۹۷۴صورت گرفت که در سال اول نمای شرقی و اتاق۴۰ و در دومین کاوش اتاق‌های دیگر مورد حفاری قرار گرفتند. درحفاری های۱۹۷۳و۱۹۷۴ به سرپرستی وارویک بال بنایی با اختلاف اندازه کمی از معبد مرکزی کشف شد. طول و عرض بنای غربی قدیمی به‌طور تقریبی باهم برابر هستند. به علت آسیب‌پذیر بودن این بنا بخش‌های کشف نشده دیگر مورد حفاری قرار نگرفتند. در ساخت و چیدمان بنای غربی قدیمی و معبد مرکزی شباهت‌هایی وجود دارد اما ب طور قطع اطلاعاتی از کارکرد این بنا در دسترس نیست. مدارک دیگری نیز نشان می‌دهند که این بنا فقط به عنوان معبد مورد استفاده قرار نگرفته و به همین دلیل به نام بنای غربی قدیمی بسنده می‌کنیم.
قلعه:این بنا سومین بنای بزرگ تپه نوشیجان و تنها دارای یک در ورودی است. نقشه کلی این بنا مربع مستطیل است. در رابطه با این قلعه به دلیل اینکه آسیبی به این بنا و بناهای اطرافش نرسد تخریب و حفاری متوقف شده‌است ابهامات زیادی وجود دارد. بر اساس یافته‌های اتاق ۱۸گمان زده می‌شود که بخش‌های مختلفی از این بنا کارکرد مسکونی داشته و در بازسازی طبقه دوم این قلعه احتمال کمی برای کاربرد مذهبی این بنا وجود دارد. قلعه دیوارهای بلندی دارد که باید از آن‌ها محافظت شود و در سال ۱۹۷۴پوشش فلزی بر روی قلعه تعبیه کردند که البته فقط برای مدت کوتاهی مناسب است.
حیاط جنوبی:
این محدوده توسط چهار بنا در شمال توسط معبد مرکزی در شرق قلعه در غرب تالار ستوندار و در جنوب فضاهای طاقدار جنوبی و حصار، محاصره شده‌است. از مهم‌ترین عناصرکشف شده در این بنا می‌توان به چاه یا انبار اب بیضی یا مستطیل شکل اشاره کرد.
تالار ستوندار:این بنا تقریباً دست نخورده باقی مانده و احتمال می‌رود که آخرین بنای بزرگ ساخته شده در این تپه است.این بنا داری دو ورودی است.تالار ستوندار کارکرد عمومی و در واقع تشریفاتی داشت اما باز هم با یقین در مورد عملکرد ان نمی‌توان نظر داد. از دیگر بناهای همزمان با این تالار می‌توان از تالار اصلی گودین تپه و تالارهای حسنلو نام برد. درصورت کلی تالارهای باباجان تپه و تالار ستوندار نوشیجان باهم قابل مقایسه‌اند. تالارها و بناهای هخامنشی که دقیق تر و قرینه تر ساخته شده‌اند شباهتی به بناهای نوشیجان ندارند.
تونل:تونل کنده شده دارای عمق زیادی است؛ که از کف تالار ستوندار شروع و تا بخش پایینی ان در دل صخره ایی تپه ادامه دارد. زمان ساخت این تونل معلوم نیست. حفر این تونل نیمه کاره رها شده‌است و برهمین اساس کارکرد ان معلوم نیست. گویی بر اثر حفر این تونل استفاده از تالار تشریفاتی دیگر ممکن نبوده‌است.